# Albert Schindehütte
Albert Schindehütte, genannt Ali, (* 27. Juni 1939 in Kassel) ist ein deutscher Grafiker und Zeichner. Er ist für seine Holzschnitte bekannt.

## Leben
Albert Schindehütte wurde in Kassel geboren und wuchs in Breitenbach in der Gemeinde Schauenburg auf.
Die Eltern von Albert Schindehütte betrieben in Breitenbach eine Gaststätte und eine Metzgerei. Albert Schindehütte verließ die Mittelschule um eine Schaufenstergestalterlehre in Kassel zu beginnen, die er jedoch vorzeitig abbrach. Anschließend versuchte er als Matrose in Hamburg anzuheuern, entschloss sich jedoch anderweitig und begann sein Grafikstudium in Kassel. Er studierte von 1956 bis 1959 an der Werkkunstschule Kassel Gebrauchsgrafik. 1959 kuratierte Karl Oskar Blase Albert Schindehüttes erste Ausstellung in seiner Galerie Archiv in Kassel. 1961 gründete er zusammen mit Christian Chruxin, Dieter Lübeck, Arno Waldschmidt und Fridjof Werner die Künstlergruppe situationen 60. Die Gruppe eröffnete eine Galerie, die jedoch nach einem Tag wieder geschlossen wurde.

### Umzug nach Berlin
1961 zog Albert Schindehütte nach Berlin um und umging somit die allgemeine Wehrpflicht. Mit Gelegenheitsarbeiten schlug er sich in Berlin-Kreuzberg durch. Er gestaltete Buchcover, oder hin und wieder eine Illustration für den Tagesspiegel.

### Gründung der Werkstatt Rixdorfer Drucke
1963 gründete er zunächst in Berlin unter dem Patronat des Poeten Günter Bruno Fuchs mit Uwe Bremer, Johannes Vennekamp und Arno Waldschmidt die Werkstatt Rixdorfer Drucke. Zum Künstlerzusammenschluss sagte Albert Schindehütte ironisch: Es war Liebe auf den ersten Schluck.
Die Werkstatt Rixdorfer Drucke zog dann 1974 von Berlin nach Gümse ins Wendland um.

### Umzug nach Hamburg
Schindehütte zog jedoch nicht mit, sondern ging Anfang der 1970er Jahre nach Hamburg in die Övelgönne und wohnte mit Peter Rühmkorf im selben Haus. Albert Schindehütte heiratete dort die Hamburger Grafikerin Katinka Niederstrasser, mit der er die Liebespaar-„Paarodien“ herausbrachte und lebt seit Mitte der 1970er Jahre mit der Journalistin Bigs Möller zusammen.
1980 illustriere Albert Schindehütte von Peter Rühmkorf den Gedichtband „Auf Wiedersehen in Kenilworth : ein Märchen in dreizehn Kapiteln“ mit Zeichnungen.

### Wiederentdeckung der Heimat
1997 begründete er mit Christian Abendroth im ehemaligen Feuerwehrhaus in Breitenbach die Schauenburger Märchenwache. Die Märchenwache ist den Kinder- und Hausmärchen-Erzählern der Gebrüder Grimm, dem verabschiedeten Dragonerwachtmeister Johann Friedrich Krause, mit dem Albert Schindehütte entfernt verwandt ist, und der Hanauer Demoiselle Marie Hassenpflug, die im nahen Hoof einen von Dalwigk heiratete, gewidmet. Am 29. April 2009 erhielt Albert Schindehütte den Hessischen Verdienstorden.
Albert Schindehütte gestaltet für jeden 1. Bundesligaaufstieg des FC St. Pauli einen Holzschnitt. 2010 überreichte er einen Abzug persönlich an Uli Hoeneß.
Das Buch Marie Hassenpflug. Eine Märchenerzählerin der Brüder Grimm erschien 2013 mit sechs farbigen Zeichnungen von Albert Schindehütte.
Albert Schindehütte illustrierte 2014 das von Heiner Boehncke und Hans Sarkowicz herausgegebene Buch Ludwig Emil Grimm - Lebenserinnerungen des Malerbruders. Mit dem Fotografen Michael Zapf, der zahlreiche seiner Werke dokumentierte, verbindet Albert Schindehütte eine langjährige Freundschaft.
Heute lebt und arbeitet er in dem Hamburger Stadtteil Övelgönne am Ufer der Elbe und in Breitenbach.

## Werk
Sein Œuvre umfasst Zeichnungen, Radierungen, Holzschnitte und Lithographien. Schindehütte hat zahlreiche Bücher illustriert und sich mehrfach von literarischen und kunsthistorischen romantischen sowie politischen oder groteskem Humor behafteten Themen zugewendet. Zudem entwirft er Etiketten für eine Schauenburger Apfelschaumweinkellerei und arbeitet als Dekorateur.

## Ausstellungen
- 1959: Archiv von Karl Oskar Blase, Kassel
- 1960: situationen 60, Kassel
- 1982: Deutsche Radierer der Gegenwart. Kunsthalle Darmstadt
- 1995: Museum Schloß Philippsruhe, Hanau
- 2012: Kreuz-Burger international bekannte Berliner Handpressen. Foyer des Wiesbadener Rathauses
- 2013: Das Lebenswerk von Albert Schindehütte, Kloster Cismar, Grömitz
- 2013: 50 Jahre Werkstatt Rixdorfer Drucke. Haus am Lützowplatz, Berlin
- 2014: Neue Galerie, Kassel; Brüder Grimm-Museum, Kassel
- 2014: Der Raben Wunderhorn. Fabrik der Künste, Hamburg
- 2014: Radsherrn und Pedaleure. Die Draisinen des Ali Schindehütte. Museum der Arbeit, Hamburg
- 2017: Kurmuseum, Bad Wildungen
- 2017: 300 Jahre Herkules. Gemäldegalerie Alte Meister, Kassel

## Gesamtverzeichnis der Ausstellungen
- Von früh bis spät. Wechselnde Ausstellungen von Albert Schindehütte von 1959–2019 festgehalten in Fotografien von Michael Zapf und designed von Barbara Kloth. Mit einem Vorwort von Bernd Küster. Merlin Verlag, Gifkendorf 2019, ISBN 978-3-87536-336-4.

## Buchillustrationen
- Album für Alice. Eine Huldigung an Lewis Carroll. Hoffmann und Campe, Hamburg 1993, ISBN 3-455-06499-X.
- Die Kinder von Övelgönne
- Rainer Holzhauer: Zugegriffen, liebe Freunde. Verlag Neumann-Neudamm, Melsungen, 107 Seiten,
- Ludwig Emil Grimm - Lebenserinnerungen des Malerbruders, Heiner Boehncke und Hans Sarkowicz (Herausgeber), 2015

## Auszeichnungen
- 2002: Wildweibchenpreis
- 2005: Victor Otto Stomps-Preis der Landeshauptstadt Mainz
- 2009: Träger des Hessischen Verdienstordens am Bande

## Werke in Museen
- GrimmWelt, Kassel
- Brüder Grimm Museum, Kassel
- Neue Galerie, Kassel
- Kunstsammlung der Veste Coburg, Coburg
- Kunstsammlung Plansecur, Bad Wilhelmshöhe
- Johann-Friedrich-Krause-Schule, Breitenbach
- Hessische Landesbank, Frankfurt a. M.
- Albert-Schweitzer-Schule, Hofgeismar
- Wilhelm-Fichner-Schule, Wolfhagen
- Gaststätte Grischäfer, Bad Emstal-Sand
- Grischäfer Kaskadenwirtschaft, Bergpark Wilhelmshöhe
- Gaststätte Goldener Stern, Schauenburg-Breitenbach
- Parkhotel Emstaler Höhe, Bad Emstal-Sand
- Kellerei und Brennerei Joachim Döhne, Schauenburg-Breitenbach